# Шабранчай
Шабранчай (азерб. Şabrançay) — река в Азербайджане, протекает по территории Губинского и Шабранского районов.

## Описание
Шабранчай берёт своё начало на склонах Бокового хребта, с высоты 1680 м. Длина реки составляет 53 км, площадь бассейна — 203 км². Шабранчай впадает в озеро Девечинский лиман.
Вода реки используется в орошении.